# 塞巴斯蒂安·波爾特
塞巴斯蒂安·波爾特（德語：Sebastian Polter；1991年4月1日—）是一位德國足球運動員，在場上的位置是前鋒。現時被德乙球會沙爾克04外借至德甲球隊達斯泰特。

## 外部連結
- Soccerway資料庫：塞巴斯蒂安·波爾特